# 天網

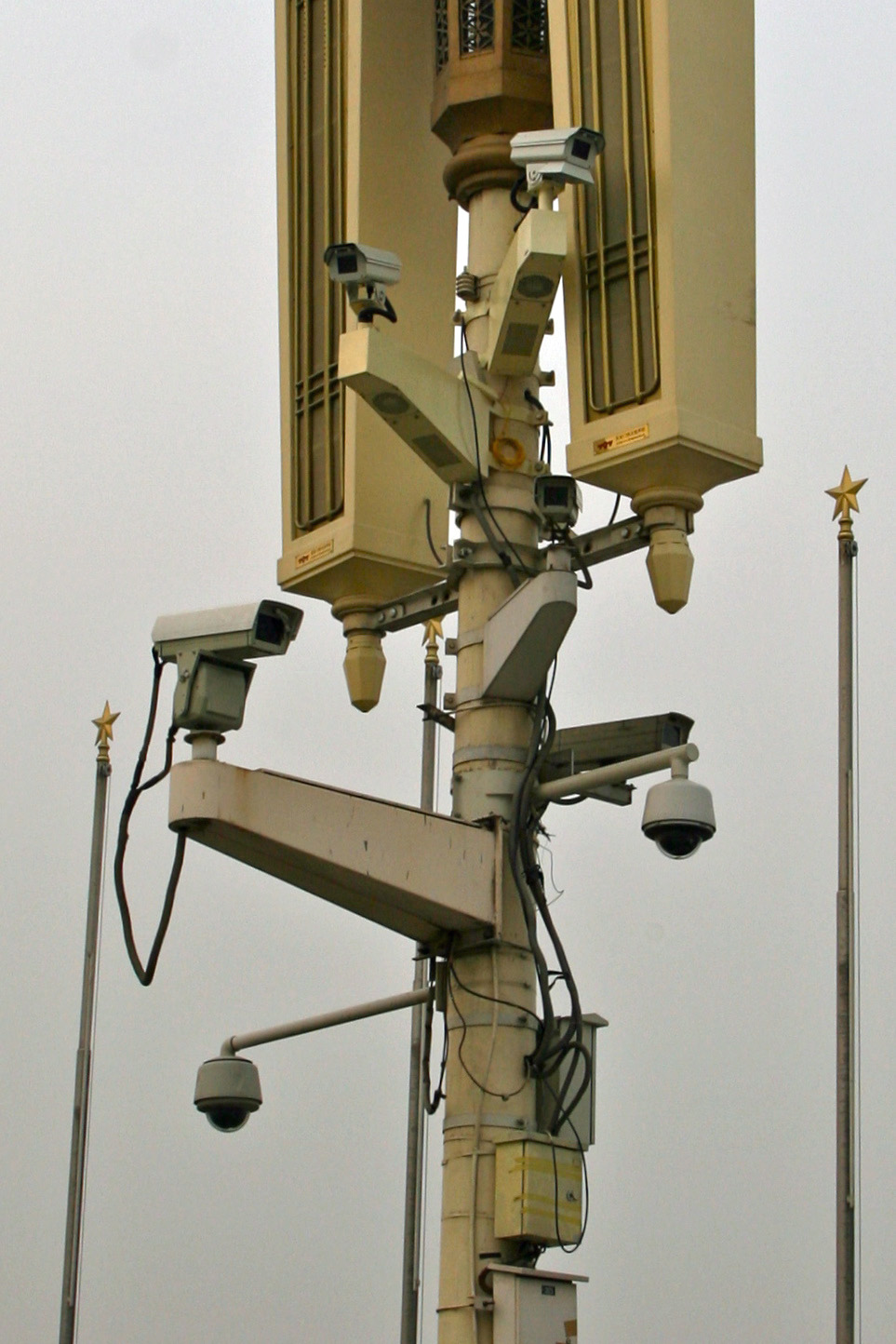
天安門広場の監視カメラ（2009年）

天網（てんもう、中国語: 天网工程、拼音: tiān wǎng）とは、中華人民共和国本土（大陸地区）において実施されているAIを用いた監視カメラを中心とするコンピュータネットワークである。

## 名称
老子や魏書の「天網恢恢疎にして漏らさず」に由来するとされるが、英訳するとAIの危険性を訴えたジェームズ・キャメロンのSF映画『ターミネーター』に登場するコンピュータ「スカイネット」と同名であることから英語圏や日本の一部メディアで「スカイネット（英語: Sky Net）」と呼ばれている。

## 概要
2010年代から天網工程は中国各地で試験的に始まり、目標として2020年までの中国全土の導入を掲げた。2015年になると「雪亮工程」（鋭眼、シャープアイズ）の対象である農村部を除く首都北京市内の100%をカバーしたと発表し、2018年は16の省・直轄市・自治区で運用され、2019年には世界120都市のうち1000人当たりで監視カメラが最も多い上位10都市はイギリスのロンドンやアメリカ合衆国のアトランタを除く8つの都市（上位5都市は独占）を中国が占めており、2019年時点で中国は約2億台を超える世界最大の監視カメラネットワークを擁し、1人当たりでは米国（5000万台）に僅差で次ぐものの小売業など民間が主に設置している英米と対照的に政府主導が特徴であり、監視カメラ業界では官公需で急成長したハイクビジョンやダーファ・テクノロジーなど中国企業がシェア世界一となり、同じ中国企業のファーウェイ（HiSilicon）製半導体（SoC）は世界の半数を超える監視カメラに内蔵された。
2017年に貴陽市でBBCの記者がシステムを試した際は7分で身元を特定されて拘束されている。速度は1秒で中国国民、2秒で全世界の人々を照合可能な毎秒30億回とされ、これと組み合わせるために中国公安部は音声・指紋・虹彩・DNAなど他の生体認証のデーターベースも構築しているとされる。2017年に中国公安部は警察向けの眼鏡型やヘルメット型のヘッドマウントディスプレイの開発を決定しており、翌2018年には天網と思われるAIネットワークと連動してインターネットの閲覧履歴にもアクセスできるとされるサングラス型スマートグラスを装着した警察官が春節の鄭州駅にて100ミリ秒（0.1秒）で7人の容疑者を特定し、ナンバープレートの照合も可能であることから北京の検問所でも投入され、2018年時点で2000人超の犯罪者の逮捕を天網で成功したとされる。スマートヘルメットも導入されており、中国本土におけるコロナウイルス感染症の流行の際は市民の体温監視にも警察で使用された。
天網の開発には中国人民解放軍のMOOTW行動研究センターも携わり、TOP500で世界最速だった国防科学技術大学の天河二号のようなスーパーコンピューターの処理能力を利用しているとされ、天河二号とクラウドで連携してテーザー銃などで武装した警察のロボットも顔認証を行いながら群衆を監視している。中国ではディープラーニングが国民に対する当局の監視強化を目的に急速に普及しており、中国は世界のディープラーニング用サーバーの4分の3を占めているとされる。米国政府によれば2013年からディープラーニングに関する論文数では中国が米国を超えて世界一となっている。「ディープラーニングの父」の一人と呼ばれているヨシュア・ベンジオは中国が市民の監視や政治目的でAIを利用していることに警鐘を鳴らした。また、FRVTやImageNetなどAIの国際大会で上位を独占する水準のAIデータ処理技術を持つ中国企業が天網を支えているとされている。また、マイクロソフトのようなアメリカ合衆国のハイテク企業は中国の軍部とAIを用いた監視技術を共同開発しており、国防高等研究計画局（DARPA）から資金の支援を打ち切られたアメリカの大学・企業の高性能なカメラ技術も使用されている。このAIによる監視技術は中東・アジア・アフリカなど各国に輸出されており、国際連合の専門機関である国際電気通信連合（ITU）を通じて中国が顔認証や自動車の識別などのAI監視技術の国際標準化も主導してることから同様のAI監視システムが世界に拡散することが人権団体などから懸念されている。
中国では2010年から治安維持費が国防費を上回る規模で投じられており、習近平総書記兼国家主席は就任後から黒科技と呼ばれるハイテクを駆使して国内のより高度な管理社会・監視社会化を推し進め、治安対策へのAIの国家規模の本格的利用も世界で初めて表明し、AIにネット検閲を行わせ、さらに官僚や刑務所の囚人から横断歩道の歩行者までも監視させ、企業や軍で働く人間の脳波と感情をヘルメットや帽子に埋め込んだセンサーからAIで監視するシステムも政府は支援し、中国国外のメディアは「頂層設計」と中国共産党で呼ばれているこの習政権の政策を「デジタル独裁」「デジタル警察国家」「デジタル権威主義」「デジタル全体主義」「デジタル・レーニン主義」「デジタル圧政」「AI独裁」と評し、中国国内では国営放送であるCCTVで天網は習近平総書記兼国家主席の功績の1つとして称賛され、2019年の中国共産党中央委員会第4回全体会議（四中全会）でも「AIやビッグデータなどで国家統治のシステムと能力を現代化する」としてAIによる監視社会・管理社会を強化することを決定した。

## 問題
中国の反体制派弾圧に利用されていると伝える欧米など西側のメディアに対し、中国の国営紙である環球時報は天網は専ら犯罪者に対して利用されていると反論しており、行方不明者の特定にも役立っているとされる。
中国の新疆ウイグル自治区では監視カメラや携帯電話などから収集した個人情報を人工知能と機械学習でアルゴリズム解析する「一体化統合作戦プラットフォーム」によってプレディクティブ・ポリシングや人種プロファイリングで選別された少数民族のウイグル族を法的手続きを経ずに2017年6月19日から25日にかけてだけでも約1万5千人をテロや犯罪を犯す可能性があるとして新疆ウイグル再教育キャンプに予防拘禁している政府の内部文書とされるチャイナ・ケーブルが報じられており、国家規模で特定の民族を自動識別する人種差別やコンピュータの判断に基づいて人間を強制収容所に送る人権侵害は前例がないとして国際問題になっている。2019年10月にアメリカ合衆国商務省産業安全保障局は新疆ウイグル自治区の人権侵害への関与を理由にハイクビジョンや香港のAI企業センスタイムなど中国の28法人への米国製品の輸出をエンティティ・リストによって禁止した。
中国国内のメディアなどから問題点も指摘されており、化粧やアクセサリーを使った顔認識のディープラーニングを欺く手口が挙げられている。中華人民共和国香港特別行政区では、中国本土と同様の監視社会化を恐れ、2019年逃亡犯条例改正案に抗議するデモ参加者が当局による顔認証をマスクやレーザーポインターなどで回避して監視カメラ搭載のスマート街灯を「天網」として破壊する姿が世界で報じられた。これに対し、香港政府も2019年10月に1967年の香港暴動以来52年ぶりとなる戒厳令に近い権限を林鄭月娥香港特別行政区行政長官に与える「緊急状況規則条例」を発動してデモ隊の覆面禁止で応じた。なお、同じ一国二制度の中華人民共和国マカオ特別行政区では、2016年から顔認識機能も搭載する電子監視システム「天眼」（スカイアイ）の導入が推し進められている。中国企業はマスクなどで顔認識を回避しても歩容解析するAIシステムなどの開発でこうした動きに対抗している
。また、DNAフェノタイピングで遺伝子情報によって生成した顔画像に基づく特定も積極的に行われている。